# 5e cérémonie des Razzie Awards

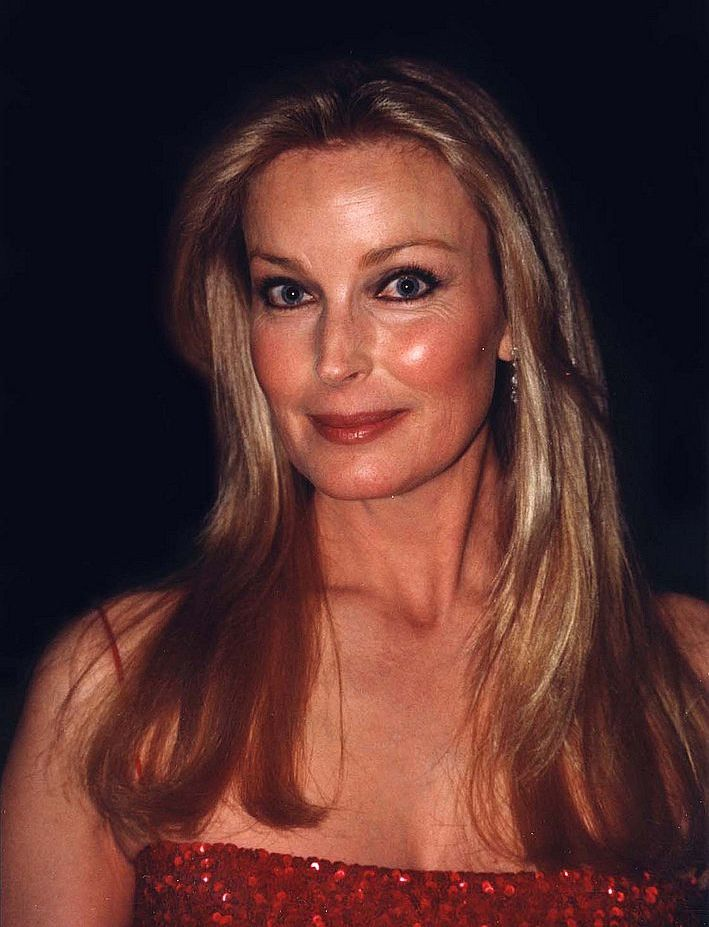
Bo Derek, sacrée pire actrices des 5e Golden Rasperry Awards

La 5e cérémonie des Golden Raspberry Awards a eu lieu le 24 mars 1985 à l'école élémentaire de la  rue Vine en Californie pour désigner le pire de ce que l'industrie cinématographique a pu offrir en 1984. La liste des nommés est ci-dessous, avec en gras celui qui a reçu le titre.

## Pire film
Bolero (Cannon Films), réalisé par John Derek
- Cannon Ball 2 (Cannonball Run II) (Warner Bros.), réalisé par Albert Ruddy
- Le Vainqueur (Rhinestone) (20th Century Fox), réalisé par Marvin Worth and Howard Smith
- Sheena, reine de la jungle (Sheena) (Columbia), réalisé par Paul Aratow
- Where the Boys Are '84 (TriStar), réalisé par Allan Carr

## Pire acteur
Sylvester Stallone dans Le Vainqueur (Rhinestone)
- Lorenzo Lamas dans Body Rock
- Jerry Lewis dans Slapstick (Of Another Kind)
- Peter O'Toole dans Supergirl
- Burt Reynolds dans Cannon Ball 2 (Cannonball Run II) et Haut les flingues (City Heat)

## Pire actrice
Bo Derek dans Bolero
- Faye Dunaway dans Supergirl
- Shirley MacLaine dans Cannon Ball 2 (Cannonball Run II)
- Tanya Roberts dans Sheena, reine de la jungle (Sheena)
- Brooke Shields dans Sahara

## Pire second rôle masculin
Brooke Shields (jouant avec une moustache) dans Sahara
- Robby Benson dans L'Affrontement
- Sammy Davis Jr. dans Cannon Ball 2 (Cannonball Run II)
- George Kennedy dans Bolero
- Ron Leibman dans Le Vainqueur (Rhinestone)

## Pire second rôle féminin
Lynn-Holly Johnson dans Where the Boys Are '84
- Susan Anton dans Cannon Ball 2 (Cannonball Run II)
- Olivia d'Abo dans Bolero et Conan le Destructeur (Conan the Destroyer)
- Marilu Henner dans Cannon Ball 2 (Cannonball Run II)
- Diane Lane dans Cotton Club et Les Rues de feu

## Pire réalisateur
John Derek pour Bolero
- Bob Clark pour Le Vainqueur (Rhinestone)
- Brian De Palma pour Body Double
- John Guillermin pour Sheena, reine de la jungle (Sheena)
- Hal Needham pour Cannon Ball 2 (Cannonball Run II)

## Pire scénario
Bolero, écrit par John Derek
- Cannon Ball 2 (Cannonball Run II), scénario de Harvey Miller, Hal Needham et Albert Ruddy
- Le Vainqueur (Rhinestone), scénario de Phil Alden Robinson et Sylvester Stallone, histoire de Phil Alden Robinson
- Sheena, reine de la jungle (Sheena), scénario de David Newman et Lorenzo Semple Jr., histoire de David Newman et Leslie Stevens, adapté du comics de S.M. Eiger et Will Eisner (non cités au générique)
- Where the Boys Are '84, scénario de Stu Krieger et Jeff Burkhart, "suggéré" par le roman de Glendon Swarthout

## Pire chanson originale
« Drinkenstein » dans Le Vainqueur (Rhinestone), mots et musique de Dolly Parton
- Love Kills dans Metropolis (ré-édité par Giorgio Moroder), musique et paroles de Freddie Mercury et Giorgio Moroder
- Sex Shooter dans Purple Rain, musique et paroles de Prince
- Smooth Talker dans Body Rock, de David Sembello, Michael Sembello et Mark Hudson
- Sweet Lovin' Friends dans Le Vainqueur (Rhinestone), musique et paroles de Dolly Parton

## Pire bande originale
Bolero, musique composée par Peter Bernstein, et pour la scène romantique Elmer Bernstein
- Giorgio Moroder pour Metropolis (version ré-éditée de Moroder) et Voleur de désirs (Thief of Hearts)
- Le Vainqueur (Rhinestone), musique originale et paroles de Dolly Parton, musique adaptée et dirigée par Mike Post
- Sheena, reine de la jungle (Sheena), musique de Richard Hartley
- Where the Boys Are '84, musique originale de Sylvester Levay, bande-son de Dennis Pregnolato

## Pire révélation
Olivia d'Abo dans Bolero et Conan le Destructeur (Conan the Destroyer)
- Michelle Johnson dans La Faute à Rio (Blame It on Rio)
- Apollonia Kotero dans Purple Rain
- Andrea Occhipinti dans Bolero
- Russell Todd dans Where the Boys Are '84

## Pire accomplissement de carrière
Linda Blair - récompense de la reine du cri de terreur